# Gorely
Der Gorely (russisch Горелый) ist ein aktiver Vulkan auf der Halbinsel Kamtschatka in Russland. Der Vulkan ist 1.829 Meter hoch und liegt nur durch ein Tal getrennt neben dem Vulkan Mutnowski.
Entstanden ist der Gorely vor ca. 38.000 Jahren, als bei einem großen Vulkanausbruch 100 Kubikkilometer Tephra gefördert wurden. In der 13,5 × 9 Kilometer großen Caldera wuchsen 5 Stratovulkane heran, die zum Gorely verschmolzen. Heute finden sich 11 Krater im Gipfelbereich und 30 Nebelkegel auf der Flanke des Vulkans.
Der Gorely ist in einer Tagestour von Petrowpawlowsk aus erreichbar und recht gut zu besteigen. Ein guter Pfad überwindet die 800 Höhenmeter vom Parkplatz zum Gipfel.